# Cosmocampus brachycephalus
Cosmocampus brachycephalus är en fiskart som först beskrevs av Felipe Poey 1868.  Cosmocampus brachycephalus ingår i släktet Cosmocampus och familjen kantnålsfiskar. Inga underarter finns listade i Catalogue of Life.